# Coquimatlán (kommun)
Coquimatlán är en kommun i Mexiko.   Den ligger i delstaten Colima, i den södra delen av landet, 500 km väster om huvudstaden Mexico City. Antalet invånare är 18 756. Arean är 320 kvadratkilometer.
Terrängen i Coquimatlán är kuperad österut, men västerut är den bergig.
Följande samhällen finns i Coquimatlán:
- Coquimatlán
- Pueblo Juárez
- Agua Zarca
- El Poblado